# Kerry Condon

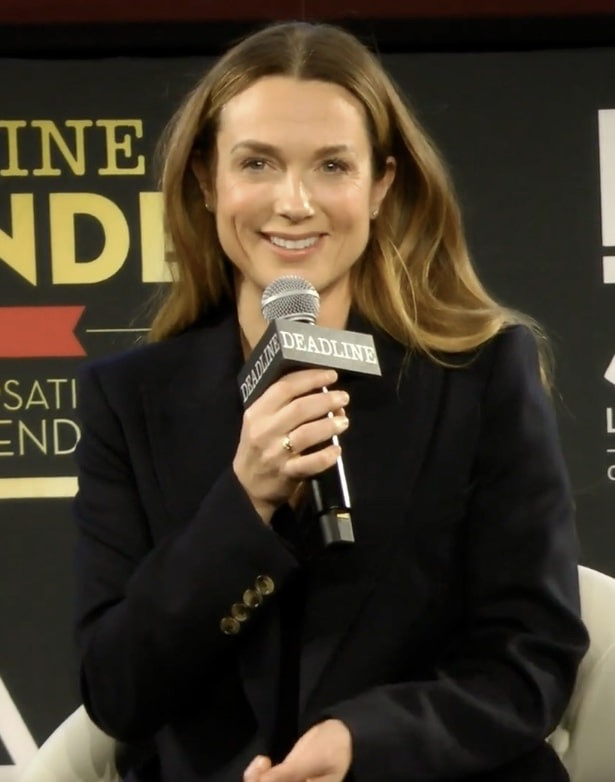
Kerry Condon (2022)

Kerry Condon (* 9. Januar 1983 in Thurles, County Tipperary) ist eine irische Schauspielerin.

## Leben
Kerry Condon wurde im Januar 1983 in Thurles in der irischen Grafschaft County Tipperary geboren. Sie spielt hauptsächlich in Fernsehserien und -filmen sowie Theaterrollen. 2001 nahm sie für ein Bühnenstück von Martin McDonagh einen Song mit den Pogues auf. Im selben Jahr spielte sie die Ophelia im Hamlet der Royal Shakespeare Company und war dort die bis dahin jüngste Schauspielerin in dieser Rolle.
International bekannt wurde Condon in der Historienserie Rome (2005–2007) in der Rolle der Octavia, der Schwester des späteren ersten römischen Kaiser Augustus.
Ab 2015 spielte sie als Stacey Ehrmantraut eine Nebenrolle in der Serie Better Call Saul, dem Spinoff der Erfolgsserie Breaking Bad. In diesem Jahr übernahm sie zudem erstmals die Vertonung von F.R.I.D.A.Y., der KI des Iron Man-Anzugs im Film Avengers: Age of Ultron des Marvel Cinematic Universe. In dieser Rolle war sie bisher auch in The First Avenger: Civil War, Spider-Man: Homecoming, Avengers: Infinity War und Avengers: Endgame zu hören.
Im Jahr 2022 war sie als belesene Schwester von Colin Farrell in Martin McDonaghs preisgekrönter Tragikomödie The Banshees of Inisherin zu sehen. Für die Nebenrolle der Siobhán wurde sie für den Oscar und Golden Globe Award nominiert.

## Filmografie (Auswahl)

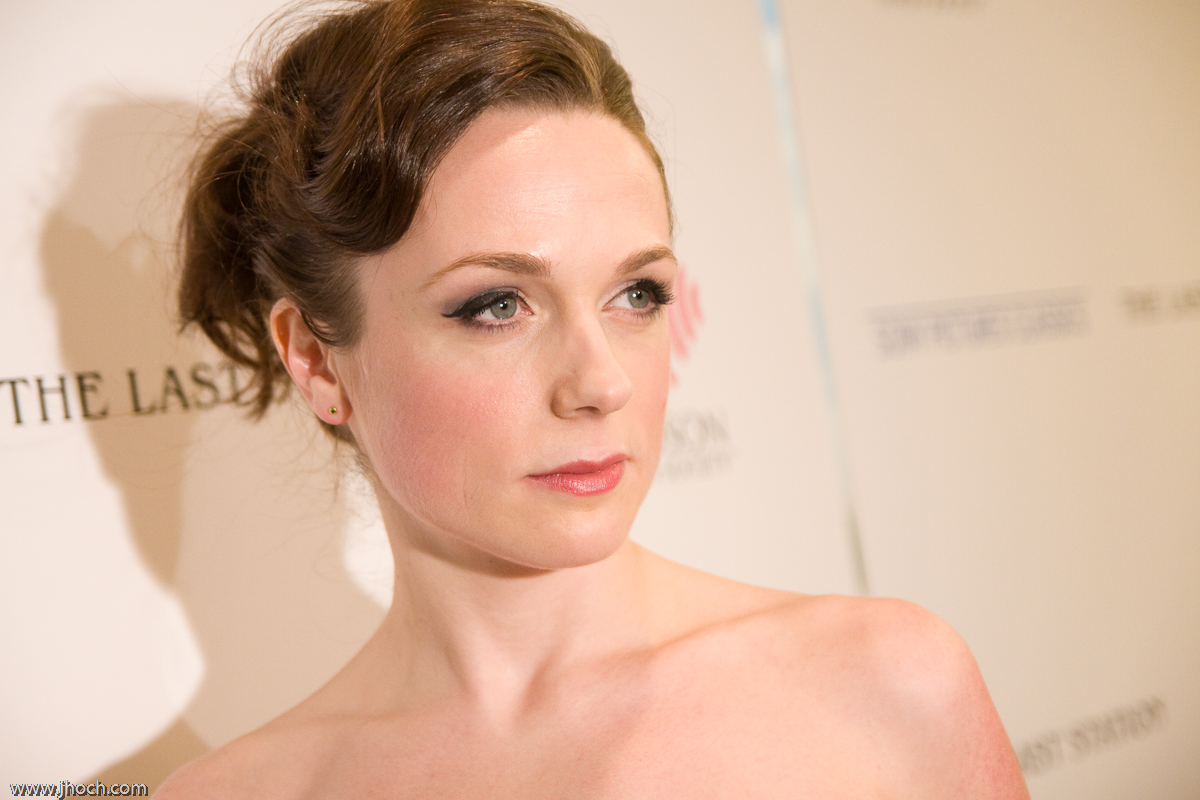
Kerry Condon bei einer Vorstellung von Ein russischer Sommer im Jahr 2010

- 1999: Die Asche meiner Mutter (Angela’s Ashes)
- 2003: Gesetzlos – Die Geschichte des Ned Kelly (Ned Kelly)
- 2003: Intermission
- 2005: Unleashed – Entfesselt (Danny The Dog)
- 2005–2007: Rom (Rome, Fernsehserie, 22 Episoden)
- 2009: Ein russischer Sommer (The Last Station)
- 2011: Cheyenne – This Must Be the Place (This Must Be the Place)
- 2011: Die Küste (The Shore) (Kurzfilm)
- 2011–2012: Luck (Fernsehserie, 9 Episoden)
- 2013: Dom Hemingway
- 2013–2014: The Walking Dead (Fernsehserie, 2 Episoden)
- 2014: Believe (Fernsehserie, 10 Episoden)
- 2015: Avengers: Age of Ultron (Stimme von F.R.I.D.A.Y.)
- 2015–2022: Better Call Saul (Fernsehserie, 18 Episoden)
- 2016: The First Avenger: Civil War (Captain America: Civil War, Stimme von F.R.I.D.A.Y.)
- 2016: Brace for Impact
- 2017: Spider-Man: Homecoming (Stimme von F.R.I.D.A.Y.)
- 2017: Three Billboards Outside Ebbing, Missouri
- 2018: Avengers: Infinity War (Stimme von F.R.I.D.A.Y.)
- 2018: Bad Samaritan – Im Visier des Killers (Bad Samaritan)
- 2018: Women on the Verge (Fernsehserie, 6 Episoden)
- 2019: Avengers: Endgame (Stimme von F.R.I.D.A.Y.)
- 2019: Dreamland
- 2019–2020: Ray Donovan (Fernsehserie, 9 Episoden)
- 2022: Ray Donovan: The Movie (Fernsehfilm)
- 2022: The Banshees of Inisherin
- 2023: In the Land of Saints and Sinners
- 2024: Night Swim
- 2024: Star Wars: Skeleton Crew (Fernsehserie)
- 2025: F1
- 2025: Train Dreams

## Auszeichnungen
Oscar
- 2023: Nominierung als Beste Nebendarstellerin in The Banshees of Inisherin

Golden Globe
- 2023: Nominierung als Beste Nebendarstellerin in The Banshees of Inisherin

Boston Society of Film Critics
- 2022: Beste Nebendarstellerin für The Banshees of Inisherin

British Academy Film Award
- 2023: Auszeichnung als Beste Nebendarstellerin für The Banshees of Inisherin

Chicago Film Critics Association Award
- 2022: Beste Nebendarstellerin für The Banshees of Inisherin

Critics’ Choice Movie Awards
- 2023: Nominierung als Beste Nebendarstellerin für The Banshees of Inisherin